# M'Siri
M'Siri (vers 1830 - 20 décembre 1891) fonda et dirigea le royaume de Yeke (également appelé royaume Garanganze ou Garenganze) dans le sud-est du Katanga (maintenant en RD du Congo) d'environ 1856 à 1891. Son nom est parfois orthographié Msiri, Mziri, Msidi ou Mushidi et son nom complet était Mwenda Msiri Ngelengwa Shitambi.

## Les origines de M'Siri et son pouvoir

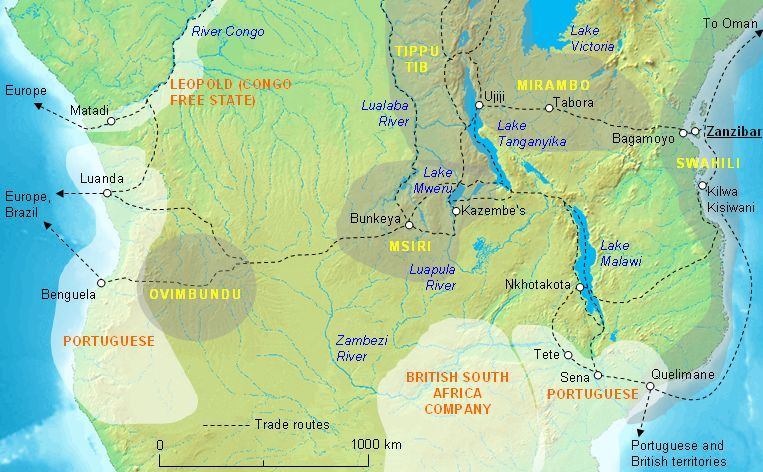
Carte du sud de l'Afrique centrale en 1890 montrant la position centrale du royaume Yeke de M'Siri et les principales routes commerciales, avec les territoires approximatifs des principaux alliés de M'Siri (noms en jaune) et les zones approximatives occupées par les puissances européennes (noms en orange - ne montre pas les sphères d'influence ou frontières). Le commerce de la côte est était contrôlé par le sultan de Zanzibar. Les zones d'influence des autres tribus, de la France et de l'Allemagne ne sont pas indiquées.

### De Tabora au Katanga
M'Siri était un Nyamwezi (également connu sous le nom de "Yeke" ou "Bayeke") de Tabora en Tanzanie. C'était un commerçant, comme son père Kalasa, impliqué dans le commerce du cuivre, de l'ivoire et des esclaves contrôlé par le sultan de Zanzibar. La principale route commerciale allait à Ujiji sur le lac Tanganyika, puis au lac Mweru et au Katanga.

### Pouvoir militaire
M'Siri a compris que l'accès aux armes était la clé du pouvoir et qu'il pourrait s'en procurer en échange de cuivre et d'ivoire du Katanga. Il a formé une milice et a commencé à conquérir ses voisins. Il s'est également marié dans la famille royale Luba, commençant sa pratique consistant à utiliser des épouses comme espions,.
Il dépendait du lien commercial avec la côte Est pour ses canons et sa poudre, qui traversait le territoire de ses rivaux, rendant les approvisionnements coûteux et peu fiables. Il choisit donc de se tourner vers la côte ouest, envoyant son neveu Molenga chez les commerçants portugais et Ovimbundu situés autour de Benguela en Angola, et un commerçant appelé Coimbra est devenu son fournisseur. Au nord-ouest, le peuple Luba contrôlait le commerce de la côte ouest, mais M'Siri l'a repris et a stoppé leur expansion vers le sud.
M'Siri avait maintenant le pouvoir et l'influence pour former des alliances sur un pied d'égalité avec des seigneurs de guerre tels que Tippu Tip, qui contrôlait l'est du Congo depuis le lac Tanganyika jusqu'à ce qui est maintenant l'Ouganda dans le nord-est, et le chef Nyamwezi Mirambo qui contrôlait la route terrestre entre le lac Tanganyika et la côte. Il a cherché à les imiter. M'Siri a réalisé ce que d'autres tribus et les Portugais avaient tenté sans autant de succès, à savoir commercer à travers le continent, avec les deux côtes. 
Au moment de la visite de David Livingstone à Mwata Kazembe VIII en 1867, M'Siri avait pris le contrôle de la majeure partie du territoire et du commerce des Mwata sur la rive ouest de la rivière Luapula. Tippu Tip voulait se venger de Kazembe qui avait tué six de ses hommes et il a formé une alliance avec M'Siri pour attaquer et tuer Mwata Kazembe en 1870. Par la suite, M'Siri a influencé la nomination de ses successeurs. Le contrôle de M'Siri sur le sud-est du Katanga et ses ressources en cuivre en a été consolidé.

### La stratégie de M'Siri

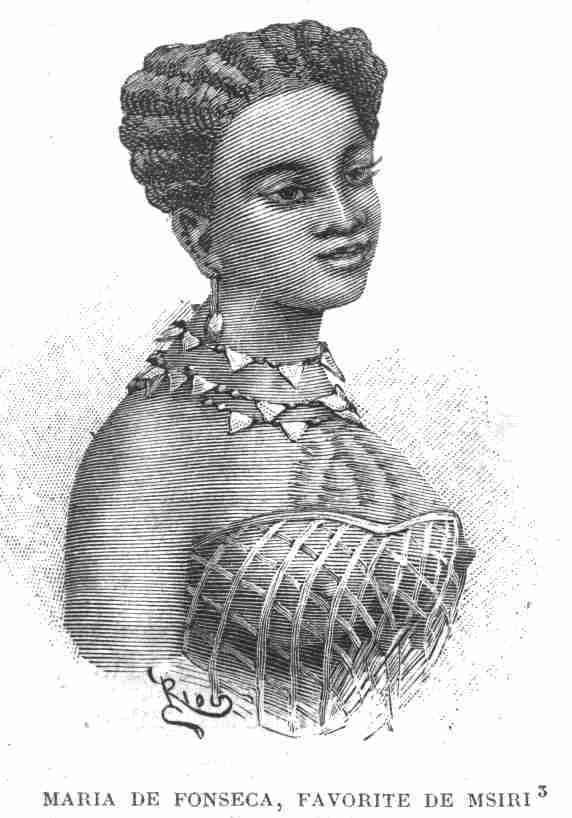
L'épouse préférée de M'Siri, la portugaise-angolaise Maria de Fonseca

Dans une région et à une époque dominée par les commerçants armés, M'Siri a eu beaucoup de succès. Son contrôle des routes commerciales entre l'Atlantique et l' océan Indien reposait sur la cruauté et les armes. Mais il avait aussi une vision stratégique, employant la ruse et la persuasion nécessaires pour former des alliances avec des centaines d'autres tribus, dirigeants et commerçants. Il l'a fait par l'intermédiaire de ses épouses, qui étaient plusieurs centaines. Il prit une femme du village de chaque chef subordonné, faisant croire au chef que cela lui donnait un avocat à la cour de M'Siri, mais l'épouse était utilisée pour espionner le chef à la place et pour obtenir des informations sur ses relations et sa loyauté. La femme pouvait également être utilisée comme otage en cas de rébellion de ce chef. 
M'Siri a également cimenté des alliances avec d'autres partenaires commerciaux par le mariage. On dit que son épouse préférée était Maria de Fonseca, sœur de son partenaire commercial portugais-angolais Coimbra. M'Siri a offert une de ses propres filles en mariage à Tippo Tip.
En 1884, souhaitant obtenir des conseils sur la façon de traiter avec les puissances coloniales européennes qui approchaient, il a invité un missionnaire écossais, Frederick Stanley Arnot, qu'il avait entendu dire se trouver en Angola, à venir dans sa capitale à Bunkeya, 180 km à l'ouest de la rivière Luapula. En 1886, Arnot arriva et fut la première personne blanche à s'installer au Katanga. Après trois ans, il est retourné en Grande-Bretagne pour recruter plus de missionnaires, dont Charles Swan et Dan Crawford.
Ainsi, les premiers missionnaires du Katanga n'ont pas décidé de s'y rendre de leur propre initiative. La stratégie de M'Siri a fonctionné : les conseils des missionnaires l'ont préservé des premières expéditions britanniques et belges (voir ci-dessous). Il est également possible que M'Siri ait eu l'idée de tenir les missionnaires en otage en cas de guerre avec les Européens, de la même manière qu'il tenait en otage les femmes des tribus soumises,.

## La ruée vers le Katanga et le meurtre de M'Siri

### Expéditions britanniques (Sharpe et Thomson), 1890
La British South Africa Company (BSAC) de Cecil Rhodes et l’État indépendant du Congo (EIC) du roi belge Léopold II voulaient tous deux signer des traités avec M'Siri pour réaliser leurs ambitions coloniales. Certains des chefs subordonnés et des concurrents commerciaux de M'Siri ont profité de l'arrivée de nouvelles puissances dans la région pour déclencher des rébellions contre son autorité. En novembre 1890, Alfred Sharpe arriva à Bunkeya depuis le Nyasaland au nom du BSAC et du commissaire britannique en Afrique centrale / Nyasaland, Sir Harry Johnston, avec une concession de droits miniers et un traité de protectorat britannique à signer. L'explorateur Joseph Thomson a été envoyé par le BSAC pour rencontrer et renforcer la mission de Sharpe à Bunkeya, mais sa route a été bloquée par une épidémie de variole.
M'Siri et ses fonctionnaires ne savaient pas lire l'anglais. Sharpe décrivait l'accord favorablement mais Arnot, qui était absent, avait conseillé à M'Siri de faire traduire les traités et Swan donnait maintenant le même conseil. Pour cela, les missionnaires furent plus tard critiqués par les Britanniques, parce que lorsque le contenu réel du traité fut révélé à M'Siri, enragé, il renvoya Sharpe les mains vides. Sharpe était sûr que M'Siri ne céderait sa souveraineté à aucun autre pouvoir, et il a conseillé à Johnston d'attendre qu'il soit « hors du chemin ».

### Expéditions belges (Le Marinel et Delcommune), 1891
Le 18 avril 1891, Léopold II envoie une expédition d'environ 350 hommes dirigée par Paul Le Marinel. Il obtient une courte lettre signée par M'Siri et attestée (et probablement rédigée) par Swan, disant que M'Siri accepterait des agents de l'EIC sur son territoire. Il n'a pas mentionné l'acceptation du hissage du drapeau de l'EIC ni la reconnaissance de la souveraineté de Léopold II. Le côté évasif de la lettre était probablement conçu pour tenir Léopold II à distance. Quelques mois plus tard, l'expédition de Delcommune fut envoyée pour essayer d'atteindre ces objectifs, mais encore une fois M'Siri a refusé. S'attendant à ce que le BSAC essaie à nouveau avec Thomson, Léopold II opta pour une méthode plus brutale avec sa troisième expédition de 1891.

### L'expédition de Stairs et le meurtre de M'Siri
Le 14 décembre 1891, l'expédition armée de Stairs pour le compte de l'EIC arrive à Bunkeya avec 400 soldats et porteurs, dirigée par le mercenaire britannique d'origine canadienne, le capitaine WG Stairs. Léopold lui a ordonné de planter le drapeau de l'EIC et de revendiquer le Katanga par la force si nécessaire. Les négociations ont commencé et M'Siri a indiqué qu'il pourrait accepter un traité si on lui fournissait de la poudre à canon.
Selon le docteur de l'expédition Joseph Moloney et le troisième officier Christian de Bonchamps, les négociations étaient dans l'impasse. Voyant Stairs poser un ultimatum et arborer le drapeau de l'EIC sans son consentement, M'Siri se rend de nuit au village fortifié de Munema, près de Bunkeya. Le lendemain, 20 décembre 1891, Stairs envoya son commandant en second, le lieutenant belge Omer Bodson avec Bonchamps et cent askaris pour arrêter M'Siri. Malgré les inquiétudes de Bonchamps quant au danger, Bodson entre à Munema avec une douzaine d'hommes et affronte M'Siri devant environ 300 de ses guerriers. M'Siri ne dit rien mais, en colère, commence à tirer l'épée que Stairs lui avait offerte. Bodson sort son revolver et tue M'Siri en lui tirant trois fois dessus. Une bagarre éclate et l'un des hommes de M'Siri blesse Bodson par balle. Celui-ci décédera peu après.
L'histoire orale du peuple Garanganze présente des versions quelque peu différentes de l'incident. Dans l'une de ces versions, M'Siri tue Bodson à l'aide d'une lance avant d'être abattu par d'autres membres de l'expédition.

### Le sort de la tête de M'Siri
Dans un article publié à Paris en 1892, Bonchamps a révélé qu'après avoir ramené le corps de M'Siri dans leur camp, l'expédition lui a coupé la tête et l'a hissée sur un poteau. Dan Crawford était à un avant-poste belge quarante kilomètres plus loin et, s'appuyant sur un récit Garanganze, il a écrit qu'après avoir tiré sur M'Siri, Bodson lui a coupé la tête et a crié « J'ai tué un tigre ! Vive le Roi ! »
L'histoire orale des Garanganze dit que le corps qui leur a été rendu par Stairs pour l'enterrement était décapité et que l'expédition a gardé la tête. Un récit dit que cette tête apportait malédiction sur tous ceux qui la transportaient. Stairs qui gardait la tête de M'Siri dans une boîte de kérosène est décédé du paludisme six mois plus tard lors du voyage de retour.

## Voir également
- William Grant Stairs
  - Expédition Stairs
- Royaume Yeke
- Yeke people
- Province du Katanga
- État indépendant du Congo
- Maria de Fonseca
- Alfred Sharpe
- Omer Bodson
- Christian de Bonchamps
- Botte du Katanga
- Conférence de Berlin
- Royaume du Kazembe